# Гросойтерсдорф
Гросойтерсдорф (нім. Großeutersdorf) — громада в Німеччині, розташована в землі Тюрингія. Входить до складу району Заале-Гольцланд. Складова частина об'єднання громад Зюдліхес-Заалеталь.
Площа — 3,45 км2. Населення становить 280 ос. (станом на 31 грудня 2021).

## Галерея

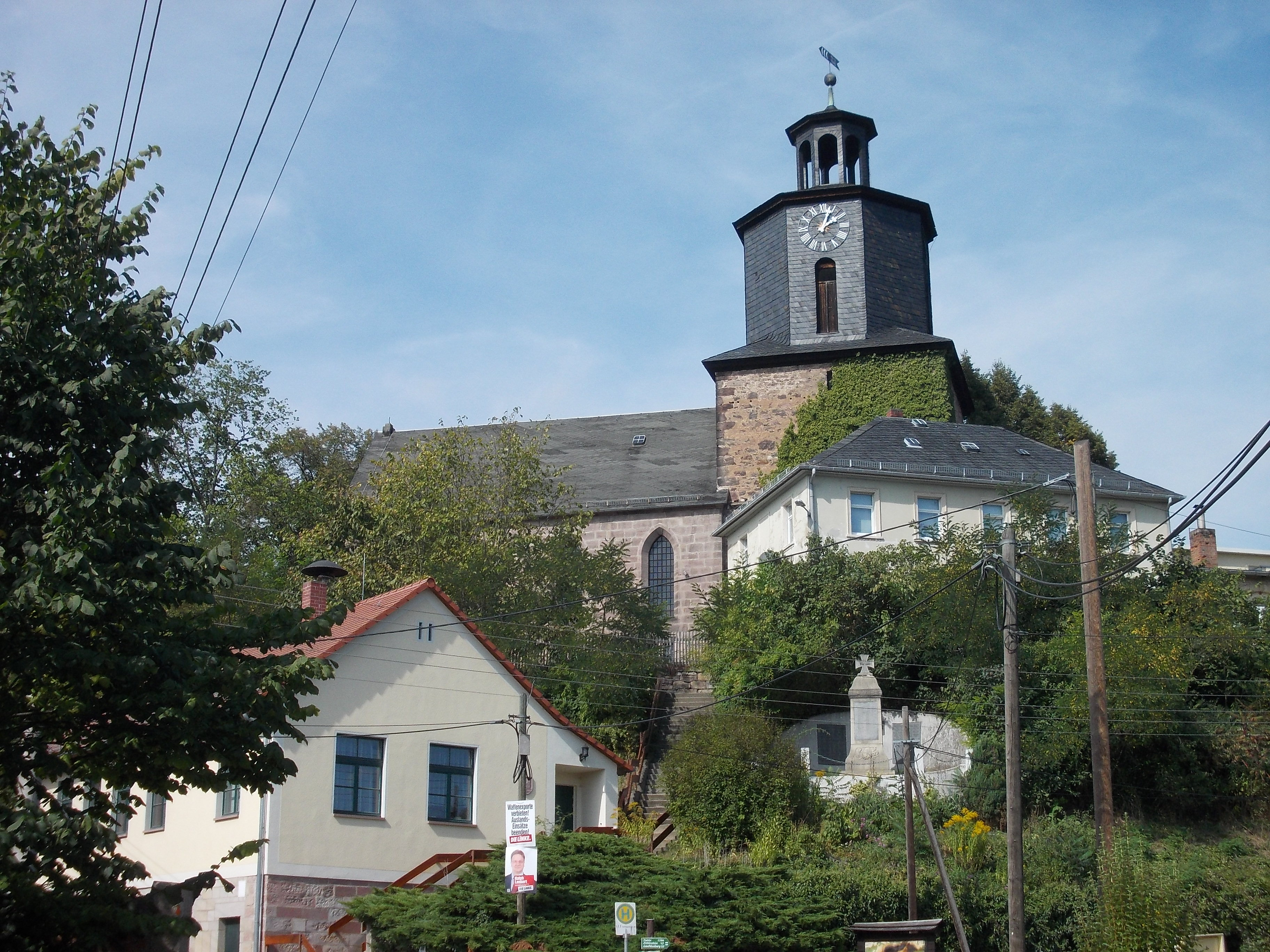